# وینوکس
وینوکس که قبلاً با نام‌های ووبونتو (Wubuntu) و لینوکس اف ایکس (LinuxFX) شناخته می‌شد، یک توزیع لینوکس برای رایانه‌های شخصی است که بر اساس توزیع کوبونتو ساخته شده و تمی نزدیک به ویندوز ۱۱ دارد.
این توزیع، OnlyOffice و سایر نرم‌افزارهای یادآور ویندوز را در خود جای داده است. وبگاه رجیستر (The Register) ادعا کرد که این توزیع احتمالاً حقوق نماد بازرگانی کنونیکال (Canonical) و مایکروسافت (Microsoft) را نقض می‌کند، در حالی که ZDNet هشدار می‌دهد که این ممکن است یک ابزار برای کلاهبرداری باشد.